# Zwinge
Zwinge è una frazione del comune tedesco di Sonnenstein, in Turingia.

## Storia
Zwinge costituì un comune autonomo fino al 1º dicembre 2011.